# Linon (Gewebe)
Als Linon bezeichnet man ein feines bis kräftiges leinwandbindiges Baumwollgewebe mit leichter Leinenoptik.
Linon ist ein gebleichter und kalandrierter Baumwollstoff auf der Basis von Kretonne oder Renforcé durch eine nicht waschfeste Füllappretur mit einem leinenähnlichen Glanz.
Ursprünglich war Linon ein feines Leinengewebe in Leinwandbindung, wie es Schedels Warenlexikon von 1814 verzeichnet:

„Linons, englisch Lawns, eine Art weisser, feiner, klarer und dünner Flachsleinwand, die hie und da in Frankreich, besonders in den Provinzen Hainault, Cambresi, Artois und Picardie verfertigt, und in ausserordentlicher Menge weit und breit verfahren wird. Die Oerter, wo man diesen Artikel am häufigsten und von vorzüglicher Güte webt, sind Arras, Valenciennes, Combray Vervins, Bapaume, St. Quentin, Royon, Peronne und einige andere. […]“